# Böhmischer Strich
Der Böhmische Strich, tschechisch Korec, war, neben einem alten Getreidemaß, auch ein altes Feld- und Ackermaß. Als ein Flächenmaß wurde er auch als Prager Strich bezeichnet und galt als ein österreichisches Maß.
Der Böhmische Strich wurde vom Joch abgeleitet und es entsprach:
- 1 Böhmischer Strich = ½ Joch = 800 Wiener Quadratklafter à 3,597 Quadratmeter = 2877,6 Quadratmeter
- 1 Österreichische Quadratmeile = 10.000 Joch = 20.000 Böhmischer Strich

Bei der Aussaat waren
- 2 Böhmische Strich = 1 Joch = 1600 Quadratklafter

Als Volumenmaß war
- 1 Böhmischer Strich = 4 Viertel = 16 Metzen (böhm.) = 192 Seidel (böhm.)[1] = 4718,71 Pariser Kubikzoll[2] etwa 93,6 Liter[3]

Man teilte den Strich in Halbe, Viertel, Achtel, Sechzehntel und so weiter. Ein Dekret vom 14. April 1764 legte fest, dass praktisch 657 Strich dem Maß 1000 Wiener Metzen entsprachen (1 Strich = 1,522 Metzen).
Ab Ende 1855 war der Stich untersagt, wurde aber immer weiter als Feld- und Getreidemaß in Böhmen verwendet.